# Floßbach (Speyerbach)
Der Floßbach ist ein gut 1,5 km langes Fließgewässer in Rheinland-Pfalz und ein linker Nebenarm des Speyerbachs, von dem er die wesentliche Menge seines Wassers bezieht und in den er zurückmündet. Er fließt auf gesamter Länge im Siedlungsbereich von Neustadt an der Weinstraße.

## Verlauf

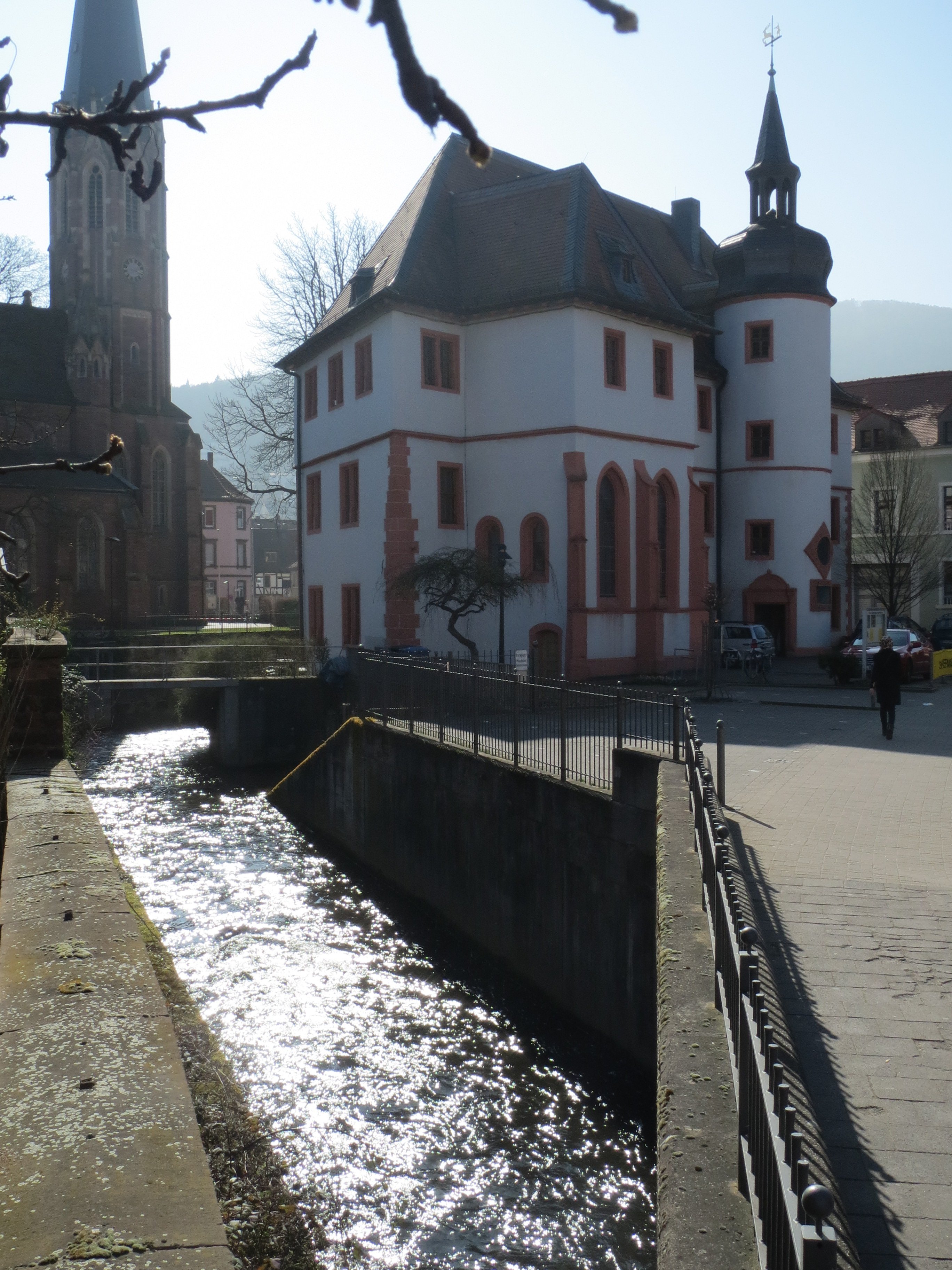
Blick bachaufwärts in die ehemalige Speyerbachklause am Casimirianum; der Floßbach verschwindet hinten nach rechts in der Maueröffnung.

Der Floßbach entspringt keiner Quelle, sondern geht in Neustadt an der Weinstraße auf 137 m Höhe am westlichen Rand der Innenstadt nach links vom Speyerbach ab. Der Abzweig war, worauf die Namen der dortigen Klausenbrücke und der über sie führenden Klausengasse hinweisen, so angelegt, dass man dort bei Bedarf den Speyerbach in einer Klause für die Holztrift aufstauen konnte. Zwei Wehre ermöglichten den Rückstau in die überbrückte Klause (⊙), durch Öffnen des einen bzw. des anderen Wehrs wurde die Trift geradeaus in den Speyerbach oder nach links in den Floßbach gelenkt.
Dieser fließt anfangs in nordnordöstlicher Richtung entlang der Bundesstraße 38, die hier innerörtlich zunächst Ludwigstraße und dann – nach dem Pfad, der einst neben dem Bach verlief – Bachgängel heißt. Die ersten 40 m liegt der Bach noch offen, dann verschwindet er weitgehend im Untergrund. Er begleitet das Bachgängel, das er zu Beginn nach Westen und danach wieder nach Osten unterquert und mit dem er auch, am Nordrand der Innenstadt entlang, einen großen Bogen nach Osten beschreibt. Auch den Strohmarkt, über den die B 38 weiterführt, passiert der Floßbach noch unterirdisch. Erst östlich davon, wo die B 38 den Namen Maximilianstraße trägt, kommt er, rund 500 m nach seinem Ursprung, hinter der Randbebauung der Straße wieder ans Tageslicht und fließt nun nach Südosten. Etwa 100 m weiter mündet von links sein einziger Zufluss, der etwa 2,5 km lange Sulzwiesengraben, der vom Neustadter Ortsteil Haardt kommt. Südlich der Wallgasse unterquert der Floßbach die Exterstraße und nähert sich, auf der Südseite der Wallgasse fließend, dem Speyerbach von links her immer mehr an. Etwa 200 m nach der Mündung des Sulzwiesengrabens besteht ein etwa 50 m langer, bei hohem Wasserstand gefüllter Überlauf vom Floßbach nach Südosten zum Speyerbach.
Der Floßbach selbst unterquert die Wallgasse und fließt nördlich parallel zu ihr und dem Speyerbach weiter; die Entfernung zu diesem beträgt durchweg um 50 m. Nun bewegen sich die beiden Gewässer in Richtung Nordosten durch den 2010 renaturierten Grünzug Wallgasse, wo der Speyerbach wieder an die Oberfläche geholt wurde, und erreichen hinter der Wiesenstraße das Stadtviertel Winzingen. Dort passieren sie die Festwiese, die auf gut drei Hektar Fläche neben einem Großparkplatz Raum für Veranstaltungen unter freiem Himmel bietet, und unterqueren die Winzinger Straße.
Kurz danach mündet der Floßbach auf 133 m Höhe von links in den Speyerbach. 200 m östlich der Mündung wird am Nordostrand von Winzingen in der heutigen Wohngemarkung „Böbig“ seit dem Spätmittelalter der Rehbach mit einem Drittel der Wassermenge vom Speyerbach nach links abgeleitet. Die aus Sandstein gemauerte Abzweiganlage heißt Winzinger Wassergescheid.
Der etwa 1,6 km lange Lauf des Floßbachs endet ungefähr 4 Höhenmeter unterhalb seines Abzweigs vom Speyerbach; er hat somit ein mittleres Sohlgefälle von etwa 2,6 ‰.

## Geschichte

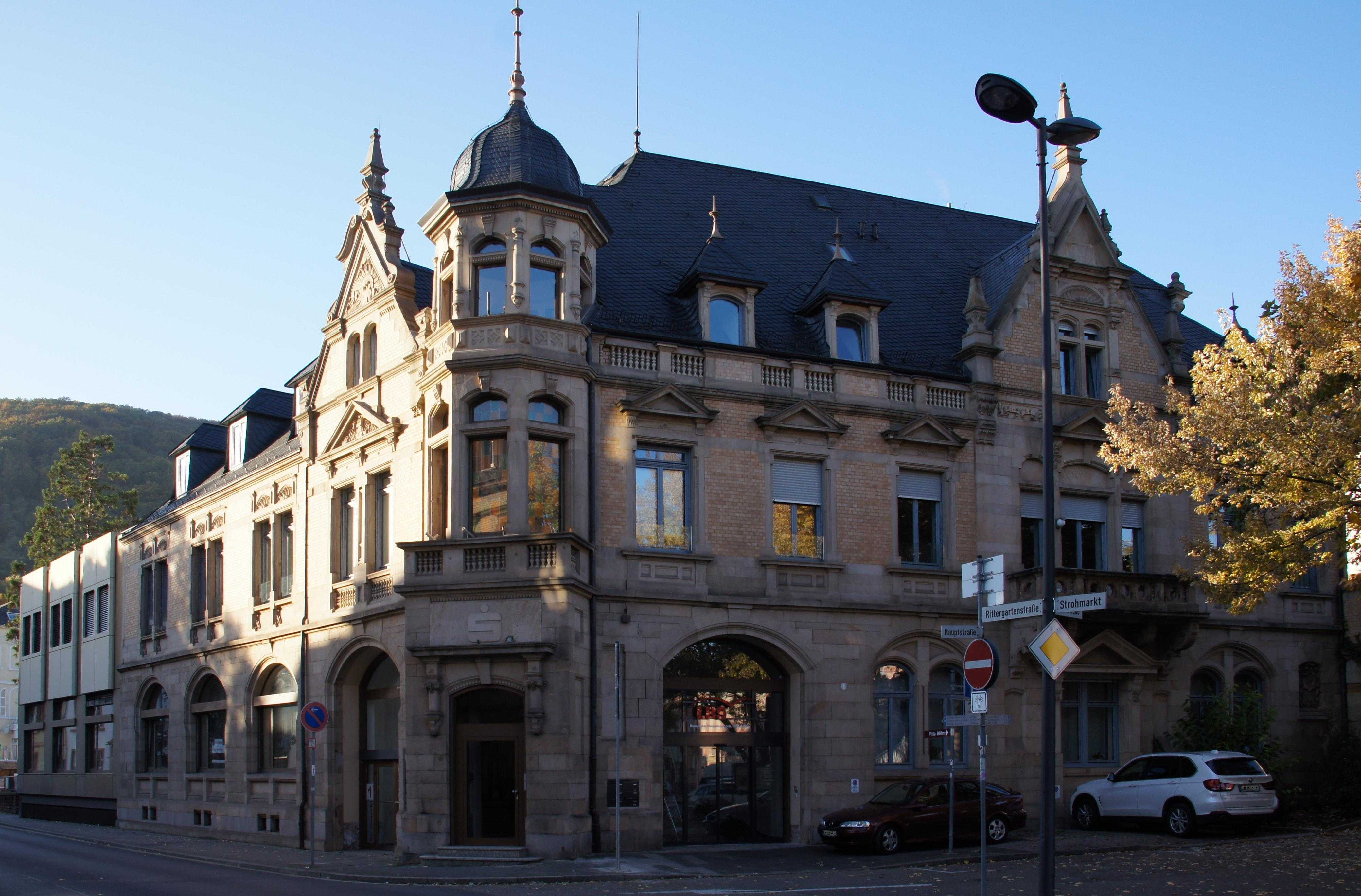
Bankgebäude am Strohmarkt 1, den der Floßbach im Untergrund quert

Nachdem der Floßbach einst vom Speyerbach abgezweigt worden war, lag er zunächst auf seiner gesamten Länge offen. Er floss die ersten 500 m nordwestlich der Innenstadt entlang der Außenseite der Stadtmauer und trat erst kurz vor dem Strohmarkt ins Wohngebiet ein. In erster Linie diente er als Transportweg für Waren vom damaligen Westen der Innenstadt in deren Norden, vor allem zum Strohmarkt. Diesen versorgte er, am Südrand fließend, zusätzlich mit Brauchwasser und führte auch Abwässer und Abfall weg. 1862 wurde der Floßbach im Bereich des Strohmarkts zum Teil überwölbt und der Marktplatz gepflastert. Gleich hinter dem Strohmarkt, am westlichen Eingang der Wallgasse, deren Name sich aus Walkgasse entwickelt hat, stand ein Kupferhammer, dessen Wasserrad durch den Floßbach angetrieben wurde. Er wurde später zu einer Papiermühle umgebaut.
Bei der Anlegung des Floßbachs wurde ein Teil des Sulzwiesengraben-Unterlaufs in den Floßbach integriert und so die Sulzwiesengraben-Mündung um etwa 250 m nach hinten verlegt – weg vom Speyerbach. Deshalb mündet der Sulzwiesengraben seither in den Floßbach. Der alte Mündungsbereich des Sulzwiesengrabens zwischen Wallgasse (⊙) und Konrad-Adenauer-Straße (⊙) ist heute der im Abschnitt Verlauf erwähnte 50 m lange, nur bei hohem Wasserstand geflutete Überlauf vom Floßbach zum Speyerbach.
Gegen Ende der 1960er Jahre begann die Stadt Neustadt mit der Umsetzung ihres Plans, die offenen Stadtgewässer Speyerbach und Floßbach unter der Oberfläche verschwinden zu lassen; der Speyerbach sollte sogar ganz trockengelegt und sein Wasser über den Floßbach abgeleitet werden. Die Kanalisierung wurde in den 1970er Jahren durchgeführt, doch die Trockenlegung des Speyerbachs war aus Gründen des Hochwasserschutzes nicht möglich.  Mit der im Abschnitt Verlauf beschriebenen Renaturierung beider Gewässer wurde die Kanalisierung 2010 teilweise – ab der Wallgasse – rückgängig gemacht.
Ende 2012 wurde festgestellt, dass sich in dem renaturierten Grünzug und von dort ausgehend auch in den weiteren Neustadter Bachbereichen Nutrias angesiedelt haben. Diese aus Südamerika stammenden Nagetiere können bis 10 kg Gewicht erreichen und graben ihre Bauten vorzugsweise in Uferhänge von Wasserläufen.

## Sehenswürdigkeiten
Direkt oberhalb des Floßbach-Ursprungs liegt das heute als Kulturhaus genutzte Casimirianum, in dem im 16. Jahrhundert vorübergehend eine Universität der calvinistischen Richtung der Reformation betrieben wurde. Das Gebäude ist nach dem Gründer der Universität benannt, Pfalzgraf Johann Casimir (1543–1592).